# Paphia sleumeriana
Paphia sleumeriana är en ljungväxtart som först beskrevs av P.F.Stevens, och fick sitt nu gällande namn av P.F.Stevens. Paphia sleumeriana ingår i släktet Paphia och familjen ljungväxter. Inga underarter finns listade i Catalogue of Life.